# Ematurgina perrupta
Ematurgina perrupta är en fjärilsart som beskrevs av Adalbert Seitz 1932. Ematurgina perrupta ingår i släktet Ematurgina och familjen Riodinidae. Inga underarter finns listade i Catalogue of Life.